# 北浦車站 (宮城縣)
北浦車站 （日语：／ Kitaura eki */?）是由東日本旅客鐵道（JR東日本）所經營的鐵路車站，位於日本宮城縣遠田郡美里町。本站是JR東日本陸羽東線沿線的無人車站，位於仙台支社的管轄範圍內，並且由小牛田車站負責管理。

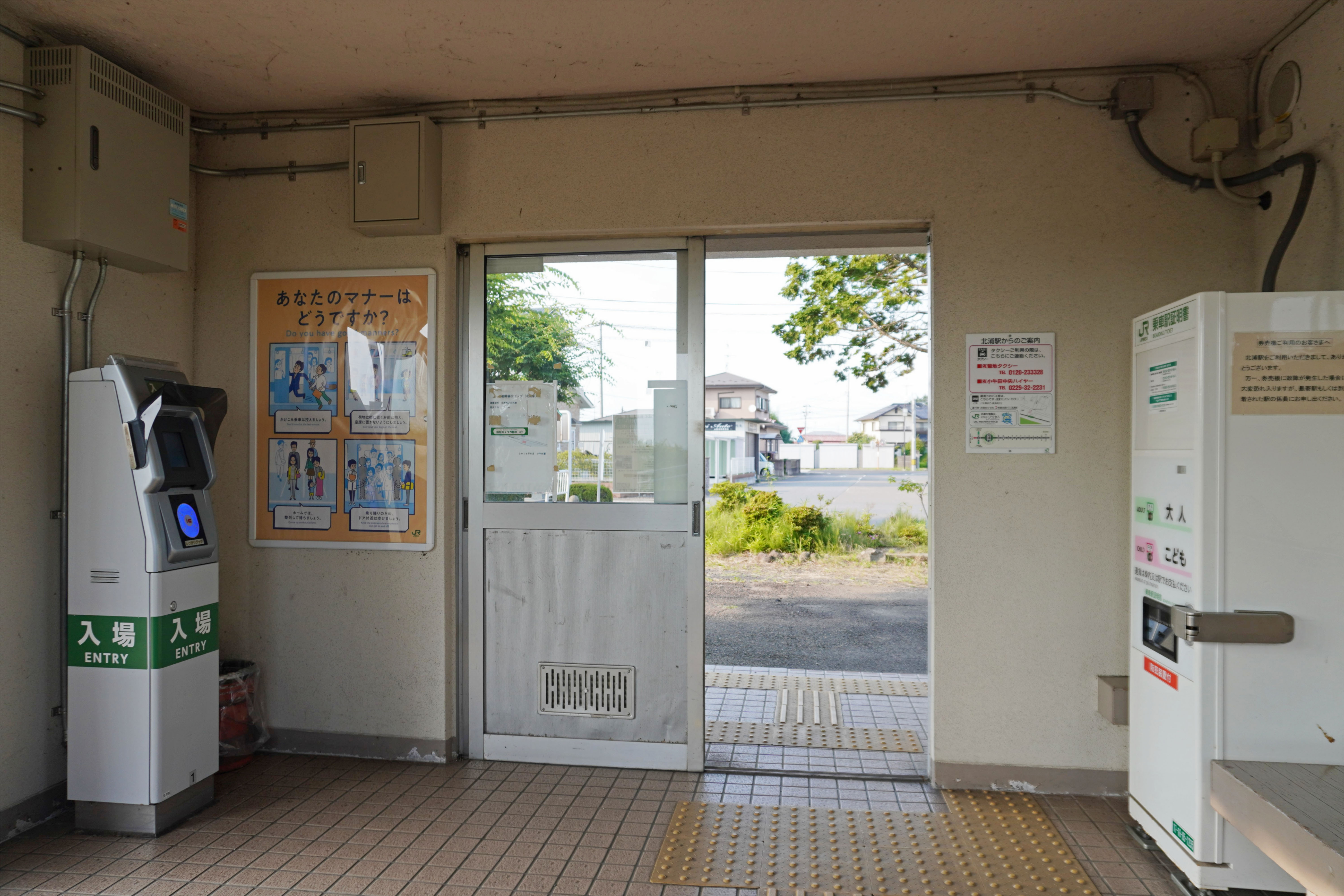
車站內部與驗票口(2023年7月)

## 車站結構

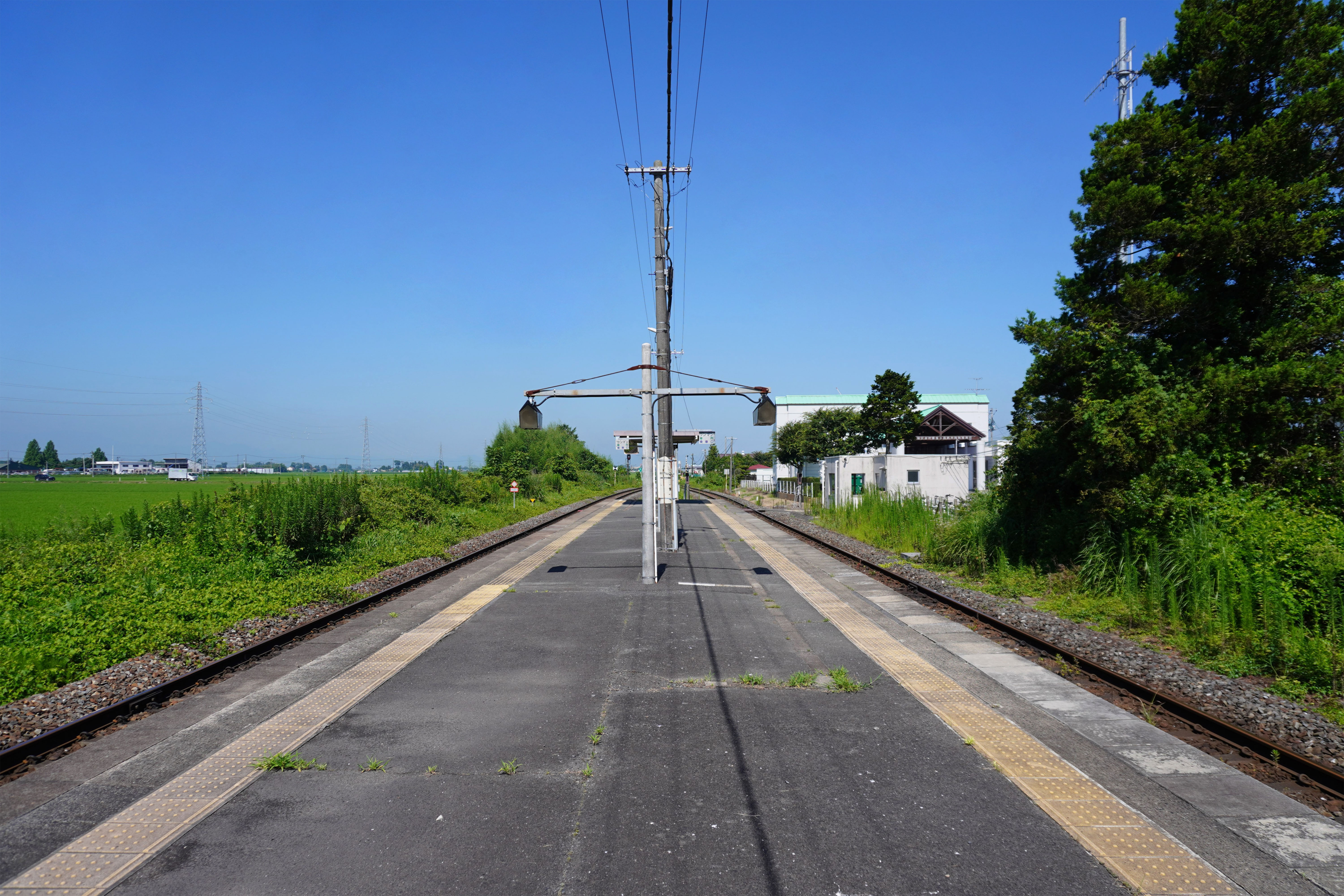
月台(2023年7月)

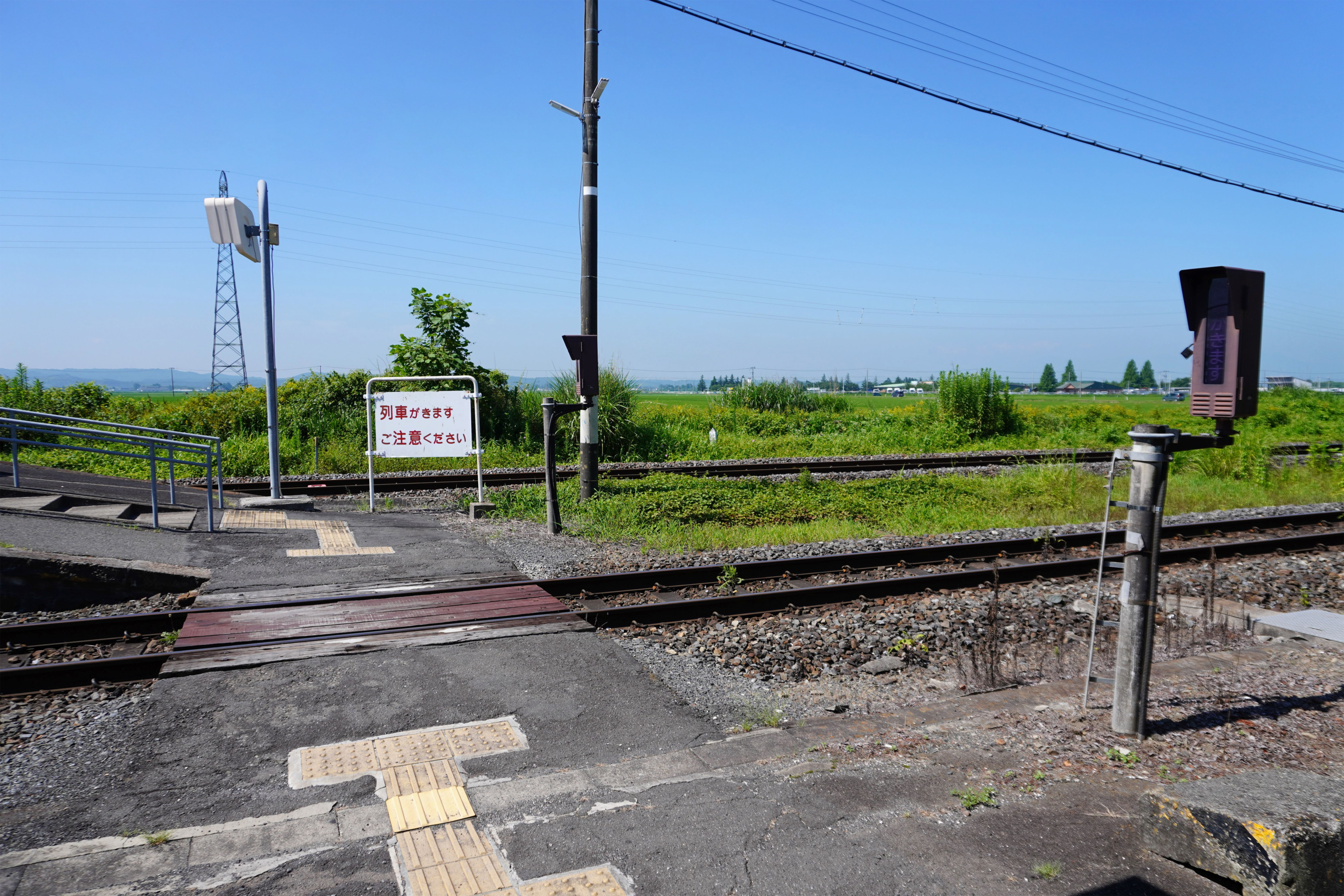
平交道(2023年7月)

本站的站房為以鋼筋混凝土建成的站房，站內設有一座島式月台和兩條乘車線。乘客需利用站內的行人平交道往返站房與月台之間。

### 月台配置
| 月台 | 路線      | 方向 | 目的地             |
| ---- | --------- | ---- | ------------------ |
| 1    | ■陸羽東線 | 上行 | 小牛田方向         |
| 2    | ■陸羽東線 | 下行 | 古川、鳴子溫泉方向 |

## 相鄰車站
東日本旅客鐵道
■陸羽東線
小牛田－北浦－陸前谷地